# Mastus bielzi
Mastus bielzi is een slakkensoort uit de familie van de Enidae. De wetenschappelijke naam van de soort is voor het eerst geldig gepubliceerd in 1890 door M. von Kimakowicz.